# Красногорське (Ісетський район)
Красного́рське (рос. Красногорское) — село у складі Ісетського району Тюменської області, Росія.
Населення — 251 особа (2010, 240 у 2002).
Національний склад станом на 2002 рік:
- росіяни — 88 %